# Елизаров, Александр Михайлович
Елизаров Александр Михайлович (род. 14 августа 1954, Долгое, Закарпатская область) — советский и российский учёный в области прикладной математики, доктор физико-математических наук (1991), профессор (1996), Почётный работник высшей школы (2007 г.).

## Биография
Родился на Украине, в Иршавском районе Закарпатской области 14 августа 1954 года в семье военнослужащего
В 1976 г. окончил с отличием Казанский государственный университет (КГУ, с 2010 года — Казанский (Приволжский) федеральный университет — КФУ) по специальности «Математика»; в 1976—78 гг. работал преподавателем кафедры дифференциальных уравнений механико-математического факультета КГУ; в 1978 г. поступил в аспирантуру на кафедру математического анализа КГУ, которую досрочно закончил в 1980 г. с защитой кандидатской диссертации по специальности 01.01.01 — «Математический анализ». С 1980 по 2012 гг. работал в НИИ математики и механики (НИИММ) им. Н. Г. Чеботарева КФУ, где прошёл путь от младшего научного сотрудника до профессора и директора НИИ. В 2012 г. после укрупнения структуры и образования Института математики и механики (ИММ) им. Н. И. Лобачевского, частью которого стал НИИММ, перешёл на должность заместителя директора по научной деятельности ИММ. В 1991 г. защитил докторскую диссертацию по специальности 01.02.05 — «Механика жидкостей, газа и плазмы».

### Научная биография
- 1971—1976 — студент механико-математического факультета Казанского государственного университета (КГУ).
- 1976—1978 — ассистент кафедры дифференциальных уравнений мехмата КГУ.
- 1978—1980 — аспирант кафедры математического анализа мехмата КГУ (руководитель — профессор Л. А. Аксентьев).
- 1980 — кандидат физико-математических наук.
- 1980—1982 — младший научный сотрудник Отдела краевых задач НИИ математики и механики (НИИММ) им. Н. Г. Чеботарева КГУ.
- 1982—1991 — старший научный сотрудник Отдела краевых задач НИИММ.
- 1991 — доктор физико-математических наук, тема диссертации — «Регуляризация и оптимизация решений обратных краевых задач аэрогидродинамики».
- 1991—1993 — заместитель директора НИИММ по научной работе.
- 1994—2012 — директор НИИММ.
- С 2012 по настоящее время — заместитель директора Института Лобачевского.

## Научные исследования
Область научной деятельности — краевые задачи с неизвестными границами, комплексный анализ, математическое моделирование, механика жидкости и газа, информационные технологии. Основные научные интересы связаны с исследованиями в области краевых задач с неизвестными границами, оптимизации, а также с геометрической теорией функций комплексного переменного и её приложениями в механике. Исследовал разрешимость ряда смешанных обратных краевых задач(ОКЗ) теории аналитических функций; разработал математически обоснованный метод регуляризации решений некорректных ОКЗ и на этой основе реализовал способ построения аэродинамических форм с заданными характеристиками. Внес значительный вклад в развитие теории вариационных краевых задач с неизвестными границами с приложениями в механике сплошных сред, развил методы решения вариационных ОКЗ, связанных с оптимальным проектированием аэродинамических форм. Начиная с конца 1990 годов, провел исследования в области электронных научных библиотек и семантической разметки математических текстов. Развил методы решения вариационных обратных краевых задач, связанных с оптимальным проектированием аэродинамических форм. Цикл этих исследований составляет новый раздел в изучении вариационных задач газовой динамики. По результатам исследований опубликовано более 150 научных работ.

## Дополнительные сведения
- член Российского Национального комитета по теоретической и прикладной механике
- член Американского математического общества (AMS)
- член Немецкого общества математиков и механиков (GAMM)
- член Международного общества по индустриальной и прикладной математике (SIAM)
- главный редактор международного электронного математического журнала «Lobachevskiy Journal of Mathematics», учрежденного КГУ и Отделением Математики РАН в феврале 1996 года
- награждён трижды первой (1985, 1990, 1995) и второй (1987) премиями Казанского университета в конкурсах на лучшую научную работу
- действительный член Международной академии информатизации
- член Академии нелинейных наук
- руководил проектами Фонда Сороса «Создание и поддержка в КГУ Центра Интернет» (1998—2001)
- в 1995—2001 гг. был руководителем проекта создания Поволжского фрагмента сети передачи данных для науки и образования, выполняемого в рамках соответствующей федеральной целевой программы. Результатом выполнения проекта стало построение Гражданской телекоммуникационной сети Республики Татарстан
- указом Президента Республики Татарстан в 2003 г. включен в редакционный совет Официального сервера Республики Татарстан
- в 1997—2005 гг. руководил проектом «Создание Математического центра им. Н. И. Лобачевского по проведению всероссийских молодёжных научных школ и конференций»,
- в 1995—2001 гг. являлся инициатором издания «Трудов Математического центра им. Н. И. Лобачевского» (опубликовано 46 томов), научный редактор значительной части из них
- руководил федеральным проектом создания Поволжского фрагмента сети передачи данных для науки и образования
- член Президиума КазНЦ РАН.
- в 2009 году принял участие в качестве директора-организатора в создании Казанского Филиала Межведомственного суперкомпьютерного центра РАН

## Достижения и награды
- Награждён Нагрудным знаком «Почётный работник высшего профессионального образования Российской Федерации» (2007 г.)
- Заслуженный деятель науки Республики Татарстан (2004 г.)
- Лауреат премии им. Х. Муштари Академии наук Татарстана за лучшую научную работу в области математики (1998)[2]

## Основные публикации
Автор более 150 научных работ, в том числе 10 монографий, 9 коллективных монографий, более 60 тезисов докладов, 5 методических руководств, нескольких учебников; имеет 15 учеников.

### Монографии
- Елизаров А. М., Ильинский Н. Б., Поташев А. В. Обратные краевые задачи аэрогидродинамики. — М.: Физматлит ВО «Наука», 1994. — 436 с.
- Elizarov A. M., Il’inskiy N. B., Potashev A. V. Mathematical methods of airfoils design (inverse boundary-value problems of aerohydrodynamics). — Berlin: WILEY-VCH Verlag, 1997. — 280 p.
- Елизаров А. М., Ильинский Н. Б., Поташев А. В., Степанов Г. Ю. Основные методы, результаты, приложения и нерешенные проблемы теории обратных краевых задач аэрогидродинамики. Тр. Матем. Центра им. Н. И. Лобачевского. — Т. 10. — Казань: Изд-во ДАС, 2001. — 230 с.
- Елизаров А. М., Липачев Е. К., Малахальцев М. А. Основы MathML Представление математическихтекстов в Internet. Практическое руководство. — Казань: Изд-во Казанского математического общества, 2004. — 57 с.
- Елизаров А. М., Касимов А. Р. Методы комплексного анализа в задачах оптимизации формы. — Казань: Изд-во Казан. ун-та, изд-во Казан. матем. об-ва, 2007. — 247 с.
- Елизаров А. М., Касимов А. Р., Маклаков Д. В. Задачи оптимизации формы в аэрогидродинамике. — М.: Физматлит, 2008. — 572 с.
- Елизаров А. М., Липачев Е. К., Малахальцев М. А. Основы MathML Представлениематематических текстов в Internet. Практическое руководство. 2-е изд. — Казань: Изд-во Казанского математического общества, 2008. — 110 с. — http://www.ksu.ru/infres/index1.php.
- Елизаров А. М., Липачев Е. К., Малахальцев М. А. Веб-технологии для математика: ОсновыMathML. Практическое руководство. — М.: Физматлит, 2010. — 216 с.

### Коллективные монографии
- Авхадиев Ф. Г., Аксентьев Л. А., Елизаров А. М. Достаточные условия конечнолистности аналитических функций и ихприложения//Итоги науки и техники. Сер. Матем. анализ. — М.: ВИНИТИ, 1987. — Т. 25. — С. 3—121.
- Елизаров А. М., Ильинский Н. Б., Поташев А. В. Обратные краевые задачи аэрогидродинамики//Итоги науки и техники. Сер. Механика жидкости и газа. — М.: ВИНИТИ, 1989. — Т. 23. — С. 3—115.
- Научно-исследовательский институт математики и механики им. Н. Г. Чеботарева. 1993—1997. Коллективная монография под ред. А. М. Елизарова и С. А. Кузнецова. — Казань: Изд-во Казан. матем. об-ва. Изд-во «ДАС», 1998. — 236 с.
- На рубеже веков. Научно-исследовательский институт математики и механики имени Н. Г. Чеботарева Казанского государственного университета. 1998—2002. Коллективная монография под ред. А. М. Елизарова. — Казань: Изд-во Казан. матем. об-ва. 2003. — 600 с.
- Елизаров А. М., Касимов А. Р. Методы комплексного анализа в задачах оптимизации формы. — Казань: Изд-во Казан. ун-та, изд-во Казан. матем. об-ва, 2007. — 247 с.
- Абросимов А. Г., Елизаров А. М., Федоров А. О., Халиков Л. И. Электронные библиотеки как технология интеграции электронных коллекций и издания электронных журналов, раздел 1.4. коллективной монографии «Информационная инфраструктура гуманитарного вуза: качество образования и интеграция в мировое информационное пространство». — М.: ВИНИТИ, 2007. — С. 49-100.
- Научно-исследовательский институт математики и механики им. Н. Г. Чеботарева Казанского государственного университета. 2003—2007 гг. Кол. монография под ред. А. М. Елизарова. — Казань: Изд-во Казан. ун-та, 2008. — 541 с.
- Анализ развития и использования информационно-коммуникационных технологий в субъектах Российской Федерации. Проблемы преодоления различий между регионами по уровню информационного развития / под ред. Ю. Е. Хохлова, С. Б. Шапошника (колл. монография, авторы: Волков А. А., Евтюшкин А. В., Елизаров А. М. и др.) — М.: Институт развития информационного общества, 2009. — 208 с. ISBN 978-5-901907-21-4.
- Индекс готовности регионов России к информационному обществу. 2008—2009 /под ред. Ю. Е. Хохлова и С. Б. Шапошника (колл. монография, авторы: Бунчук М. А., Евтюшкин А. В, Елизаров А. М. и др.). — М.: Институт развития информационного общества, 2010. — 296 с. ISBN 978-5-901907-29-0.
- Индекс готовности регионов России к информационному обществу. 2009—2010. Анализ информационного неравенства субъектов Российской Федерации / Под ред. Т. В. Ершовой, Ю. Е. Хохлова и С. Б. Шапошника (колл. монография, авторы: Евтюшкин А. В., Елизаров А. М., Елизарова Р. У., Ершова Т. В., Зингерман Б. В., Пазин Г. Н., Ризманова Л. М., Семенова Н. Н., Хохлов Ю. Е., Шадаев М. И., Шапошник С. Б.). — М.: Институт развития информационного общества, 2011. — 360 с. ISBN 978-5-901907-28-3
- ИКТ-компетенции как фактор социально-экономического развития России / Под ред. Ю. Е. Хохлова, С. Б. Шапошника (колл. монография, авторы: Евтюшкин А. В., Елизаров А. М., Ершова Т. В., Квочко Е. А., Пазин Г. Н., Хохлов Ю. Е., Шапошник С. Б., Юрьева А. А.). — М.: Институт развития информационного общества, 2012. — 70 с. ISBN 978-5-901907-31-3.
- Индекс готовности регионов России к информационному обществу. 2010—2011 / Под ред. Ю. Е. Хохлова и С. Б. Шапошника (колл. монография, авторы: Евтюшкин А. В., Елизаров А. М., Елизарова Р. У., Ершова Т. В., Зингерман Б. В., Пазин Г. Н., Ризманова Л. М., Семёнова Н. Н., Хохлов Ю. Е., Шадаев М. И., Шапошник С. Б., Юрьева А. А.). — М.: Институт развития информационного общества, 2012. — 463 с.